# 武田信豊 (若狭武田氏)
武田 信豊（たけだ のぶとよ）は、戦国時代の武将・大名。武田元光の子。若狭国守護。若狭武田氏7代当主。

## 生涯
永正11年（1514年）、若狭国守護・武田元光の子として誕生。近江国守護・六角定頼の娘を妻に迎えた。
天文7年（1538年）、従弟の武田信孝を擁する粟屋元隆に勝利（『親俊日記』）した前後、もしくは天文8年（1539年）に父から家督を譲られたと考えられている。天文8年12月に伊豆守に任ぜられたが、同族である甲斐武田氏の武田晴信（信玄）が若狭武田氏が代々任ぜられてきた大膳大夫に任官されたために信豊は最後まで大膳大夫に任ぜられることはなかった。
家督継承後、丹後国に出兵し、加佐郡を平定したうえで家臣の白井氏を郡代に配する。
天文11年（1542年）、義兄の細川晴元の要請により河内国の太平寺に拠る三好長慶を攻めたが、逆に敗れて有力武将の多くを失った。
天文21年（1552年）、長慶に追われた晴元を若狭にて擁護し、連歌を興行した。
天文23年（1554年）、晴元の要請を受けて逸見昌経を丹波国に出兵させ、長慶の家臣・松永長頼と戦ったが敗れた。
弘治2年（1556年）頃から、隠居の是非をめぐって嫡男・義統との争いが起こった。木下聡はこの隠居は義統ではなくその弟の信由に家督を譲るためのものであったために義統が反発したとする。この渦中、信豊方に与していた信高が死去したこともあり、劣勢となり近江へと逃亡した。
永禄4年（1561年）、和議が成立し帰国した。この頃、信豊は出家して、紹真と号した。
しかし、その義統も永禄10年（1567年）に病死し、翌永禄11年（1568年）に、内乱の続く若狭国を越前国の朝倉氏が平定し、義統の子・元明が朝倉氏によって連行されたため、若狭武田氏は事実上、若狭の支配権を失った。
永禄12年（1569年）、里村紹巴が若狭を訪れた際に連歌会や『源氏物語』の講釈会を催した。また、元亀3年（1572年）に朝倉義景が若狭の寺院に出した安堵状の中で武田氏の歴代当主に触れた文言の中で信豊だけを諱で記していることから、同年時点でも信豊が健在であった可能性が高い。ただし、政治的な活動はみられないため、晩年は若狭国内への影響力はほとんどない状態であったとみられている。
没年は不詳。ただし、息子である義統の没年の異説とされる天正8年（1580年）4月8日は、信豊の死去の記事が誤って既に死去している義統の死去の記事として記された可能性を指摘する説もある。法名は霊雲寺殿大仙紹其。

## 系譜
- 父：武田元光
- 母：不詳
- 妻：六角定頼の娘
  - 男子：武田義統
  - 男子：武田信景
- 側室：細川澄賢の娘[3]
- 生母不明の子女
  - 男子：武田信方
  - 男子：武田信由
  - 男子：武田義貞